# 盘石站
盤石站（：／ Banseok yeok */?）副站名七星臺（칠성대），是大田地鐵1號線的終點車站，位於韓國大田廣域市儒城区盤石洞。

## 車站結構
本站站體為2面3線雙島式月台的地下車站，設有月台幕門，並有6處出口。

### 月台配置
| 智足 ↑      |
| 下 \| 上 \| |
| 起終點站    |

| 月台 | 路線               | 目的地                         |
| ---- | ------------------ | ------------------------------ |
| 上行 | ●大田都市铁道1号线 | 智足、儒城溫泉、大田、板岩方向 |
| 中線 | ●大田都市铁道1号线 | 智足、儒城溫泉、大田、板岩方向 |
| 下行 | ●大田都市铁道1号线 | 此站終着                       |

## 歷史
- 2007年4月17日：落成啟用。

## 車站周邊
- 韓國陸軍軍需司令部（朝鲜语：육군군수사령부）
- 國防科學研究所
- 韓國航空宇宙產業研究中心
- 勤勞福祉公團（朝鲜语：근로복지공단）儒城分社
- 韓國食品全情管理認證院（朝鲜语：한국식품안전관리인증원）中部支院
- 老隱2洞郵局
- 中小企業銀行儒城老隱分行
- 友利銀行儒城老隱分行
- 國民銀行盤石分行
- 韓國農業協會炭洞支社
- 大田延世醫院
- 外三車輛基地
- 唐津盈德高速公路南世宗交流道

## 相鄰車站
大田廣域市都市鐵道公社
●大田都市铁道1号线
智足（121）－盤石（122）